# Bayyinah Bello
Bayyinah Bello (nascida em 1948)  é uma historiadora especializada em educação e em história haitiana e pan-africana. Ela também é conhecida por ser professora, escritora e trabalhadora humanitária. Durante sua carreira passou 15 anos vivendo e viajando pela África Ocidental, incluindo quatro anos na Nigéria, bem como em Benin, Togo, , entre outros países da região. 
Em 1999, enquanto residia Porto Príncipe, Bello fundou uma organização de pesquisa histórica chamada Fondation Marie-Claire Heureuse Félicité Bonheur Dessalines, popularmente conhecida como Fondasyon Félicité (FF), em homenagem a Marie-Claire Heureuse Félicité Bonheur Dessalines, a Imperatriz consorte do Haiti e a esposa do líder revolucionário do Haiti Jean-Jacques Dessalines .   Após o terremoto de 2010 no Haiti, foi criada a organização sem fins lucrativos Friends of Fondation Félicité para apoiar diretamente o FF, com foco na reconstrução do país.  Ela também é professora de história na Universidade Estadual do Haiti . 

## Vida pessoal
Bayyinah Bello nasceu em Porto Príncipe, Haiti. Depois de completar sua educação primária no país,  aos 12 anos de idade, foi morar com seu padrasto na Libéria. Posteriormente estudou na França e nos Estados Unidos, retornando ao continente africano para estudar na Nigéria, onde fez mestrado em lingüística, entre outras qualificações, descobrindo sua paixão pelo árabe.  Em 1969, voltou para os Estados Unidos, onde trabalhou como publicitária e professora de francês. Após o nascimento de seu primeiro filho, Hashim, em 1970, escreveu sua primeira história para crianças. Ela teve outros três filhos: dois meninos - Siddiq e Akil - e uma menina - Ameerah Bello.   Também, é avó de 9 pessoas e bisavó de 3. Voltando ao Haiti, Bayyinah Bello lecionou na universidade e fundou uma escola bilíngue.  Posteriormente, ela ensinou inglês e árabe no Togo .
Em 1997 Bello iniciou a estruturação de uma organização sem fins lucrativos dedicada ao trabalho humanitário, social e educacional para ajudar o povo do Haiti. Em 1999, foi oficialmente fundada a organização Fondation Marie-Claire Heureuse Félicité Bonheur Dessalines, geralmente abreviado para Fondation Félicité (FF), em homenagem à esposa de Jean-Jacques Dessalines, que mesmo escravizado aprendeu a ler e escrever, e, depois de liberto, passou a lecionar, trabalhando para a independência do país.  Logo após o terremoto do Haiti em 2010, foi criada a Friends of Fondation Félicité, uma organização associada sem fins lucrativos que está ajudando o povo haitiano a reconstruir seu próprio país e arrecada fundos para projetos de base na ilha. 
Em abril de 2014, a professora Bello foi uma das 10 homenageadas no Gala des Femmes en Flammes, que celebrou as mulheres haitianas "cujas vidas e trabalhos profissionais abriram o caminho para um Haiti melhor".  Como uma importante historiadora, ela regularmente dá palestras e participa de conferências internacionais, falando sobretudo sobre o Haiti,   . Entre essas participações se destaca a palestra no Brooklyn, Nova York, na Stanley Eugene Clark Elementary School para o Mês da História das Mulheres, realizada em março de 2015. 
Ela participou, em 2017, do documentário The hidden History of Haiti 

## Obras
1. Jean-Jacques Dessalines: 21 PWENKONNEN SOU LAVI LI, 2020 ISBN 979-8570614758
2. Sheroes of the haitian revolution,2021 ISBN 979-8570614758